# Actionserie
Die Actionserie (von englisch action: Tat, Handlung) ist eine Seriengattung der kommerziellen Fernsehunterhaltung, in der die Handlung von zumeist spektakulär inszenierten Kampf- und Gewaltszenen vorangetrieben wird. Hauptbestandteile von Actionserien sind daher meist aufwendig gedrehte Stunts, wüste Schießereien, gewaltige Explosionen und rasante Verfolgungsjagden.
Jedoch gibt es kaum Fernsehserien, die nur als reine Actionserie gelten. In der Regel werden sie mit Drama-, Krimi- oder Thrillerelementen vermischt, um die Spannung der Handlung zu erhöhen.